# Tom Krauß
Tom Krauß, né le 22 juin 2001 à Leipzig, est un footballeur allemand qui joue au poste de milieu de terrain au FC Cologne, en prêt du FSV Mayence.

## Biographie
Né à Leipzig dans la Saxe, la famille Krauß fait figure de vraie dynastie footballistique lipsienne : son arrière grand-père Fritz Krauß (de) était un joueur du Wacker Leipzig au plus haut niveau allemand dans l'entre-deux-guerres, entrainant ensuite le Chemie Leipzig, vainqueur du Championnat de RDA et prédécesseur du Sachsen Leipzig. Le grand-père de Tom, Roland Krauß (de) était lui joueur dans ce même Chemie Leipzig et du Lokomotive Leipzig. Son fils Holger — le père de Tom — a lui aussi fréquenté les deux équipes de Leipzig après être passé par le centre de formation du Bayer Leverkusen.

### Carrière en club
Tom commence sa carrière au TuS Leutzsch, petit club de Leipzig où son père et son grand-père avaient terminé leur carrière. C'est ainsi sous la houlette de son grand-père Roland que Tom Krauß fait ses premiers pas dans le football, rejoignant le FC Sachsen Leipzig en 2010, qui fait cependant faillite un an plus tard, Tom rejoignant alors le très jeune club du RB Leipzig.

#### Débuts au RB Leipzig
Le 24 juin 2019, alors qu'il viens tout juste d'avoir 18 ans, il signe son premier contrat professionnel avec l'équipe du RasenBallsport qui évolue désormais en Bundesliga, alors que le jeune Krauß a été membre de toutes les équipes de jeunes du club.
Lors de la saison qui suit, il intègre régulièrement le groupe professionnel de Julian Nagelsmann, faisant ses débuts lors d'une victoire 2-1 à l'extérieur contre le FC Augsbourg en Bundesliga le 27 juin 2020,. Il y remplace Tyler Adams à la 87e minute, devenant alors le premier natif de Leipzig à faire ses débuts professionnels au RB Leipzig,. Plus tôt ce même mois, il avait signé une prolongation de contrat le liant au club jusqu'en juin 2025.

#### Prêt au FC Nuremberg
Mais au sein d'un Leipzig qui vise ouvertement le titre en Bundesliga, Krauß choisit l'exil lors de la saison 2020-21, étant prêté au FC Nurnberg pour deux ans. Il y retrouve Robert Klauß (de), son entraineur en équipes de jeunes puis entraîneur adjoint auprès des professionnels lipsiens, qui le suit à Nuremberg, dont il devient le nouvel entraîneur,.

### Carrière en sélection
Tom Krauß a connu toutes les sélections allemandes à partir des moins de 15 ans,,, sélection qu'il connait dès 2016, sous les ordres de Michael Feichtenbeiner (en).
Avec les moins de 17 ans, il participe au championnat d'Europe des moins de 17 ans en 2018. Lors de cette compétition organisée en Angleterre, il ne joue qu'une seule rencontre, face aux Pays-Bas. Avec un bilan d'un nul et deux défaites, l'Allemagne ne dépasse pas le premier tour du tournoi.
Avec les moins de 19 ans, il inscrit un but contre Andorre en octobre 2019. Ce match gagné 3-0 rentre dans le cadre des éliminatoires du championnat d'Europe 2020. À cinq reprises, Krauß officie comme capitaine des moins de 19 ans.

## Statistiques
| Saison                | Club                  | Championnat           | Championnat | Championnat | Championnat | Coupe(s) nationale(s) | Coupe(s) nationale(s) | Coupe(s) nationale(s) | Compétition(s) continentale(s) | Compétition(s) continentale(s) | Compétition(s) continentale(s) | Compétition(s) continentale(s) | Total | Total | Total |
| Saison                | Club                  | Division              | M.          | B.          | P.d.        | M.                    | B.                    | P.d.                  | Comp.                          | M.                             | B.                             | P.d.                           | M.    | B.    | P.d.  |
| 2019-2020             | RB Leipzig            | Bundesliga            | 1           | 0           | 0           | -                     | -                     | -                     | C1                             | -                              | -                              | -                              | 1     | 0     | 0     |
| Sous-total            | Sous-total            | Sous-total            | 1           | 0           | 0           | -                     | -                     | -                     | -                              | -                              | -                              | -                              | 1     | 0     | 0     |
| 2020-2021             | FC Nuremberg (prêt)   | 2. Bundesliga         | 31          | 2           | 1           | 1                     | 0                     | 0                     | -                              | -                              | -                              | -                              | 32    | 2     | 1     |
| 2021-2022             | FC Nuremberg (prêt)   | 2. Bundesliga         | 31          | 3           | 3           | 2                     | 0                     | 1                     | -                              | -                              | -                              | -                              | 33    | 3     | 4     |
| Sous-total            | Sous-total            | Sous-total            | 62          | 5           | 4           | 3                     | 0                     | 1                     | -                              | -                              | -                              | -                              | 65    | 5     | 5     |
| 2022-2023             | Schalke 04 (prêt)     | Bundesliga            | 31          | 2           | 0           | 1                     | 0                     | 0                     | -                              | -                              | -                              | -                              | 32    | 2     | 0     |
| Sous-total            | Sous-total            | Sous-total            | 31          | 2           | 0           | 1                     | 0                     | 0                     | -                              | -                              | -                              | -                              | 32    | 2     | 0     |
| 2023-2024             | FSV Mayence           | Bundesliga            | 19          | 1           | 0           | 2                     | 0                     | 0                     | -                              | -                              | -                              | -                              | 21    | 1     | 0     |
| Sous-total            | Sous-total            | Sous-total            | 19          | 1           | 0           | 2                     | 0                     | 0                     | -                              | 0                              | 0                              | 0                              | 21    | 1     | 0     |
| Total sur la carrière | Total sur la carrière | Total sur la carrière | 113         | 8           | 4           | 6                     | 0                     | 1                     | -                              | 0                              | 0                              | 0                              | 119   | 8     | 5     |